# Крунослав Шарић
Крунослав Шарић (Дервента, 21. јун 1944 — Загреб, 12. јун 2023) био је хрватско-босански филмски, телевизијски и позоришни глумац.

## Биографија
Дипломирао је 1969. на Академији драмске умјетности у Загребу. До 1983. био је члан дубровачког Казалишта Марина Држића и загребачког ХНК-а. Наступао је и у Театру &ТД, Хистрионима, Театру у гостима те на Дубровачком љетњем фестивалу. Истакао се снажним карактерним улогама, иако је показао умешност и у комичном изразу.

## Филмографија
Глумац | Селф
| Глумац | ▲ |
| ------ | - |

Дугометражни филм | ТВ филм | ТВ серија | ТВ мини серија | Кратки филм
|                   | 1970 | 1980 | 1990 | 2000 | 2010 | Укупно |
| ----------------- | ---- | ---- | ---- | ---- | ---- | ------ |
| Дугометражни филм | 4    | 9    | 8    | 5    | 5    | 31     |
| ТВ филм           | 3    | 5    | 1    | 1    | 0    | 10     |
| ТВ серија         | 1    | 5    | 0    | 3    | 5    | 14     |
| ТВ мини серија    | 0    | 0    | 1    | 0    | 0    | 1      |
| Кратки филм       | 0    | 0    | 0    | 1    | 0    | 1      |
| Укупно            | 8    | 19   | 10   | 10   | 10   | 57     |

|           | Назив                         | Улога                                                  |
| --------- | ----------------------------- | ------------------------------------------------------ |
| 1978      | Окупација у 26 слика          | Немачки официр                                         |
| 1979      | Јована Лукина                 | /                                                      |
| 1979      | Новинар                       | Цакан (као Круно Шарић)                                |
| 1979      | Паклени оток                  | Вице, командир партизанског разарача (као Круно Шарић) |
| 1980-te ▲ |                               |                                                        |
| 1981      | Газија                        | Морић                                                  |
| 1984      | Мала пљачка влака             | Мен (као Круно Шарић)                                  |
| 1985      | Црвени и црни                 | Поручник Маркончини                                    |
| 1985      | Љубавна писма с предумишљајем | Жељко Гајски                                           |
| 1986      | Вечерња звона                 | Чубар (као Круно Шарић)                                |
| 1986      | Обећана земљa                 | Начелник (као Круно Шарић)                             |
| 1988      | Глембајеви                    | Др Алтман                                              |
| 1988      | Сокол га није волио           | Андра (као Круно Шарић)                                |
| 1989      | Диплома за смрт               | Борут                                                  |
| 1990-te ▲ |                               |                                                        |
| 1990      | Љето за сјећање               | /                                                      |
| 1991      | Вријеме ратника               | Легија                                                 |
| 1991      | Крхотине                      | Друг Мандић                                            |
| 1992      | Каменита врата                | Анин муж                                               |
| 1994      | Вуковар се враћа кући         | /                                                      |
| 1995      | Наусикаја                     | /                                                      |
| 1998      | Кад мртви запјевају           | Дечаков отац                                           |
| 1999      | Гарциа                        | (као Круно Шарић)                                      |
| 2000-te ▲ |                               |                                                        |
| 2000      | Је ли јасно, пријатељу?       | Тужилац                                                |
| 2003      | Хеимкехр                      | /                                                      |
| 2004      | 100 минута славе              | Вјекослав Рашкај                                       |
| 2005      | Снивај, злато моје            | Матковић                                               |
| 2007      | Крадљивац успомена            | /                                                      |
| 2010-te ▲ |                               |                                                        |
| 2011      | Леа и Дарија                  | Томас Ман                                              |
| 2011      | Дух бабе Илонке               | Кашум                                                  |
| 2012      | Људождер вегетаријанац        | Хирург Станић                                          |
| 2013      | Загонетни дјечак              | Учитењ историје                                        |
| 2015      | Ти мене носиш                 | Наташин отац                                           |
|           | Назив                            | Улога               |
| --------- | -------------------------------- | ------------------- |
| 1978      | Извор                            | /                   |
| 1979      | Пјесма од растанка               | /                   |
| 1980-te ▲ |                                  |                     |
| 1981      | Лидија                           | /                   |
| 1981      | Аретеј                           | /                   |
| 1981      | Поглавље из живота Аугуста Шеное | /                   |
| 1983      | У логору                         | Оберлајтнант Валтер |
| 1984      | Пет мртвих адреса                | /                   |
| 1990-te ▲ |                                  |                     |
| 1995      | Видимо се                        | Инспектор           |
| 2000-te ▲ |                                  |                     |
| 2004      | Дуга поноћ                       | Иван                |
| Од | До | Назив | Улога |
| -- | -- | ----- | ----- |

| 1980-te ▲ | 1980-te ▲ | 1980-te ▲ | 1980-te ▲ |
| --------- | --------- | --------- | --------- |

| 2000-te ▲ | 2000-te ▲ | 2000-te ▲ | 2000-te ▲ |
| --------- | --------- | --------- | --------- |

| 2010-te ▲ | 2010-te ▲ | 2010-te ▲ | 2010-te ▲ |
| --------- | --------- | --------- | --------- |

|      | Назив         | Улога |
| ---- | ------------- | ----- |
| 2000 | Заувијек моја | Цоп 1 |
| Од | До | Назив | Улога |
| -- | -- | ----- | ----- |

| Селф | ▲ |
| ---- | - |

ТВ серија
| Од | До | Назив | Улога |
| -- | -- | ----- | ----- |

## Позориште
Важније улоге:
Из домаћег репертоара:
- Попива и Дундо Мароје (М. Држић)
- Иво и Нико (И. Војновић, Еквиноцијо)
- Дмитар Хваранин (Д. Деметар, Теута)
- Хјалмар Екдај (Х. Ибсен, Дивља патка)
- Синиша (М. Јурић-Загорка, Гричка вјештица)
- Паук (Д. Шорак, Паук и Пепељуга)

Из страног репертоара:
- Иван Карамазов (Ф. М. Достојевски, Браћа Карамазови)
- Брецхтов Баал и Мортимер (Живот и смрт Едуарда Другог)
- жан (А. Стриндберг, Госпођица Јулија)
- Валмонт (Цх. Хамптон, Опасне везе)
- Васкез (Ј. Форд, Штета што је курва)
- Мефистофелес Равнатељ (Ј. W. Гете, Фауст)
- Кирсанов (Б. Фриел, Очеви и синови)

Осим нс телевизији, филму и у позоришту, играо је и у радиодрамама.